# Nexus (magazin)
Nexus je dvomjesečni alternativni news magazin koji pokriva teme kao što su geopolitika, teorije zavjere, alternativna medicina, NLO, znanost i tehnologije budućnosti, svjetske i povijesne misterije, povijesni revizionizam, itd. Pored ovih tema Nexus često objavljuje i članke o slobodi govora i razmišljanja. Nexus je počeo izlaziti 1986. godine u Australiji. Trenutno je u vlasništvu Duncana Roadsa, sa sjedištem u Mapletonu, Queensland, Australija. Osim u Australiji Nexus izlazi i u sljedećim državama: Novi Zeland, SAD, Kanada, Velika Britanija, Francuska, Italija, Nizozemska, Grčka, Poljska, Hrvatska, Japan, Rusija, Srbija i Rumunjska. U Hrvatskoj Nexus izdaje izdavačka kuća TELEdisk d.o.o iz Zagreba.

## Vanjske poveznice
- Nexus magazin - službene web stranice
- TELEdisk d.o.o - Nexus magazin  Arhivirana inačica izvorne stranice od 28. svibnja 2008. (Wayback Machine)